# Distrito de San José de Lourdes
El distrito de San José de Lourdes es uno de los siete que conforman la provincia de San Ignacio, ubicada en el departamento de Cajamarca en el Norte del Perú. Limita por el Norte con Ecuador; por el Este con el departamento de Amazonas y con el distrito de Huarango; por el Sur con los distritos de Huarango y Chirinos y, por el Oeste con el distrito de San Ignacio.
Desde el punto de vista jerárquico de la Iglesia católica forma parte del Vicariato Apostólico de San Francisco Javier, también conocido como Vicariato Apostólico de Jaén en el Perú.

## Historia
El distrito fue creado mediante Ley N°9868 del 28 de diciembre de 1943, en el primer gobierno del Presidente Manuel Prado Ugarteche. En la misma ley se crea los distritos de: Namballe,  San José del Alto, Chontali, Pomahuaca y Santa Rosa.
El pueblo de San José de Lourdes tiene su origen, por el año de 1890, en el asentamiento poblacional conocido con el nombre de Pomaca, en el lugar denominado, hoy, “Los Lateros”. 
Este pequeño pueblo fue reconocido por la diócesis de Trujillo con la directa intervención del Sacerdote Demetrio Risco, que visitaba continuamente la región y que pertenecía a la Parroquia de Chirinos. En Pomaca los pobladores construyeron una capilla y un cementerio, de los cuales se han obtenido restos hasta 1980.
En Pomaca, se concentraban los pobladores de diferentes puntos aledaños para celebrar las festividades del “Santísimo” en el mes de mayo de cada año, fiestas que duraban un mes. Para el efecto se aprovisionaban de reses, gallinas, etc. En general, la zona era inapropiada para el cultivo y la crianza de animales, debido al intenso calor que oscilaba entre los 30° y 40° Grados Centígrados, de tal forma que, por ejemplo; no se podía cultivar pasto para el ganado porque se secaba aparte de esto, el clima traía como consecuencia que las carnes se descompongan rápidamente.
De todo esto, lo más grave era que no tenían agua para beber, salvo la del río Chinchipe, pero que debido a las intensas lluvias constantemente permanecían turbias sus aguas. Estas razones, además de la proliferación de la planta “abre ojos” (un arbusto cargado de espinas), fueron las que impidieron que puedan seguir viviendo en aquella zona.
En estas circunstancias, los habitantes emigraron en diferentes direcciones, abandonando el lugar, pero es probable que algunos habitantes que tuvieron contacto con “Pomaca” decidieron establecerse en el lugar ubicado en la media entre el río Chinchipe y la cordillera de parcos, y la quebrada de Huangariza y la quebrada de Chuchucape. A este asentamiento le denominaron “Cayambana”, contando siempre con el asesoramiento del cura Risco.
En esta zona se establecieron, aproximadamente en el año 1900, unos pocos pobladores. Estos pobladores se dedicaban a la agricultura, la crianza de animales y a la caza. 
Sin embargo, pese a que la zona era apropiada para la agricultura no tenían agua suficiente, surtiéndose por medio de bebederos ubicados en la zona “El Cacahual”, ubicado a unos 500m. del lugar. Estas fueron las razones para abrir un canal haciendo contacto con la quebrada de Huangariza ubicada en la parte baja del cerro de Parcos. Esta obra fue terminada aproximadamente en 1910.
Hasta aquel entonces las festividades religiosas eran las que se celebraban en el mes de mayo; y fue entre el año 1910 y 1915 que se produce el cambio del nombre del pueblo por el de San José de Lourdes, nombre compuesto por los nombres de santos traídos por viajeros desde Ecuador y que hasta entonces celebraban festividades separadas. Es probable que en el cambio de nombre también tuvo intervención el cura Risco.
Es de mencionar también que en el pueblo se establecieron más habitantes como consecuencia de los movimientos sísmicos del año 1928 que duraron desde el 14 de mayo hasta el 19 de junio, por lo que creían que era “el fin del mundo”. Esto a consecuencia del desconocimiento de la fuerza de la naturaleza y estar incapacitados para hacerle frente o para explicarse.
Entre la primera autoridad del asentamiento Cayambana cabe anotarse que fue primer teniente Gobernador Manuel Camacho P., y que en aquel tiempo la violación de las normas era sancionado con “El Cepo” (Consistente en un madero donde se le “abría de piernas” al acusado hasta ser insoportable el dolor), de acuerdo a la gravedad de la sanción.
Entre otros datos podemos agregar que la producción era de autoconsumo, y que para adquirir mercancía tenían que realizar largos viajes que demoraban hasta 12 días ida y vuelta a la ciudad de Huancabamba o a Loja en el Ecuador. El producto que más comercializaban era la cascarilla por ser liviana y en menor escala el tabaco.
En el año de 1941 se creó la comunidad campesina y en el año 1943, el 28 de diciembre, en el prime gobierno del Presidente Manuel Prado Ugarteche se dio la creación del Distrito por DL. 9868; instalándose las primeras autoridades el 26 de junio de 1944. Para dicho acontecimiento vinieron en comisión: Felizardo Vílchez (Subprefecto de Jaén) Segundo Sergio Rodríguez (Diputado por Jaén), Rangel Martínez (Alcalde del Distrito de San Ignacio), Juan Gómez Rodríguez (Gobernador) y Adolfo Montenegro (Alcalde de Jaén), instalándose como alcalde Narcizo Salazar Salazar y como Gobernador Enrique Aranda Romero.

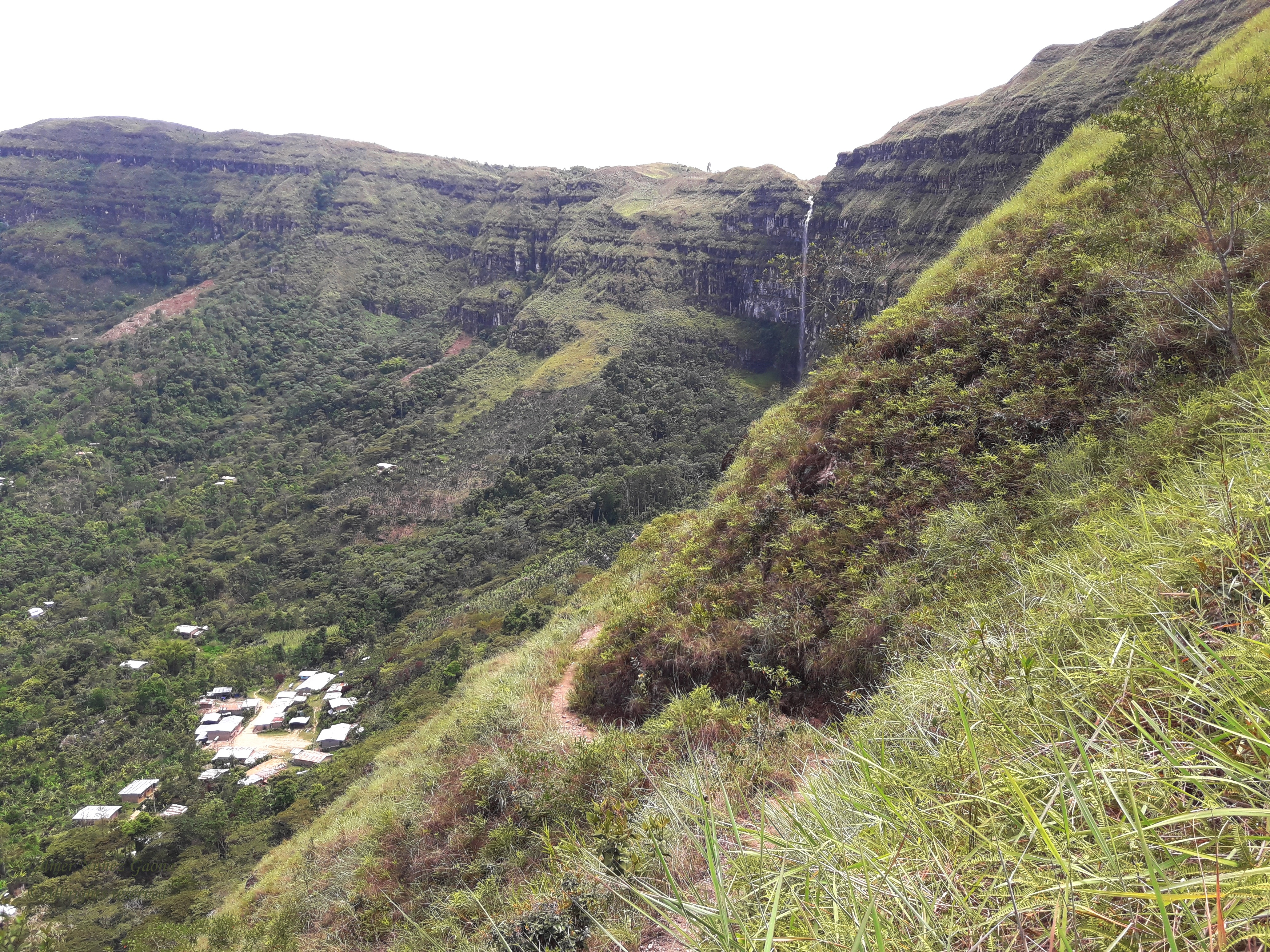
Cascada La Chorrera

### Antecedentes y evolución política
Durante la colonia, en el territorio de lo que hoy es el Distrito de San José de Lourdes, fueron organizadas las encomiendas de Mandingas, Maraconas y Tabacaras, correspondientes a los mismos grupos étnicos de los mismos nombres. Los Mandingas se sometieron a los españoles, pero no los otros dos grupos que no se dejaron someter, en todo caso estas etnias desaparecieron por la explotación de las pestes que trajeron los invasores. Los encomendaderos residían en Jaén, provincia o gobernación a la que pertenecían dichas encomiendas. Durante la República, San José de Lourdes perteneció al Distrito de Chirinos hasta el año 1857 y al de San Ignacio hasta el año 1943, el 28 de diciembre de este año la ley regional 9868 creó el Distrito de San José de Lourdes, integrando a la Provincia de Jaén, su capital fue elevada por la misma ley a la categoría de pueblo.
Al constituirse San Ignacio como provincia el 12 de mayo de 1965, el distrito fue integrado a ella.
El nombre del pueblo según se afirma proviene de una conciliación entre quienes impulsaban el de Virgen de Lourdes y quienes proponían el de San José, como no se llegaba a una decisión se negoció el acuerdo de que el pueblo llevara los dos nombres a la vez.

## Geografía
Tiene una superficie de 1 482,75 km².

## Capital
Su capital es el poblado de San José de Lourdes.

## Principales centros poblados
- CPM Huaranguillo y sus Caseríos: Alto Perú, Altamiza, Buenos Aires, José Olaya, la Huaca, Huaranguillo, Los Alpes, Miguel Grau, San Juan de Pacay, Puerto San Lorenzo, Tupac Amaru, Tablones Y Unión San Juan.
- CPM Siete de Agosto y sus Caseríos: Siete de Agosto, Alto Dorado, Dorado del Oriente, Estrella del Oriente, El Laurel, Garruchas, Jerusalén, La Chocherra, La Torre de Babel, Las Mercedes, Misa Cantora, Nazareth de la Cumbre, Nueva Unión, Frontera San Francisco y Lucero del Oriente.
- CPM Potrero Grande y sus Caseríos:Selva Andina,  Gramalotes,  Nambacasa, Potrero Grande, Selva Andina
- Diamante : Clavel de la Frontera,  El Diamante, Dinamarca, La Fortuna, Los Ángeles, Monterrey de la Frontera, y Yararahue.
- CPM Calabozo y sus caseríos: Apangoya, Calabozo, La Unión, Marindos, Monte Redondo, Rumichina, Tambíllo, San Juan de Salinas y Bello Horizonte.
- CPM Nuevo Trujillo y sus caseríos: Camaná, Jorge Chávez, Las Palmeras, Libertad de la Frontera, Miraflores, Nuevo Huancayo, Nuevo Trujillo, Paraíso, Santa Fe y Playa Azul.
- San José de Lourdes y sus caseríos: San José de Lourdes, Buenos Aires, El Parcos, El Milagro, El Palmal, El Rejo, Icamanche, Puerto Chinchipe, San Juan de Dios, Santo Tomás, Nueva Villa Rica, Vista Hermosa, El Crucero, Las Cañas, Nuevo Provenir, Nuevo San Lorenzo, Huambillo, Los Llanos, Yararahue, Huayaquil, Pedregal.
- CMP Los Naranjos, Nueva Kucha, Santa Águeda, Alto Naranjos, chinim, yagku kaya.

## El Parcos
Es el cerro más grande de este distrito, alrededor de este imponente cerro se han creado muchos mitos y leyendas que se han transmitido de padr es a hijos, entre los mitos y leyendas tenemos:
- -La leyenda del parcos: Basada en la creación del cerro y el origen del todo el lugar que lo rodea.

- -La laguna encanta: Muchos moradores indican que en la cima del cerro hay una laguna, la cual puede cumplir deseos, aunque cuenta la leyenda que el cerro puede sentir tus pensamientos y tu corazón, y si no tienes sentimientos puros o no estas seguro de tu deseo el cerro no te permite llegar a la laguna.

- -La cueva de oro: Se dice que hay una cueva enorme en lo más alto del parcos y allí se encuentra una cueva repleta de oro, la cual es vigilada por el espíritu de los antiguos habitantes.

- -La chinuna: Es un relato basado en un duende o una encarnación del diablo, la cual se les presenta cuando está cerca noche a las personas que se encuentras en sus chacras o por algún lugar del campo, este ente puede tomar la forma de hombre o mujer con una belleza sin igual, depende de a quien se le presente; respecto a este relato hay muchos moradores que testifican, haber sido víctimas de este ente, los casos más conocidos en la zona son: el de los hermanos Bravo, pues indican que su padre practicaba la brujería, y una noche de la nada escucharon una voz muy bella, e indica que los niños aun dormidos se levantaron y empezaron a caminar, no les prestaron atención pues imaginaron que se dirigían al baño, pero luego al percatarse que los niños no regresaban a dormir fueron a buscarlos y no los encontraron dentro de la casa; preocupados por los niños, salieron a la calle al no verlos cerca los buscaron por la parte de atrás de su casa la cual da a las chacras, siguieron el rastro presurosos y lograron ver que una mujer los tenía de la mano y los adentraba más y más hacia los montes camino al cerro, la madre en su preocupación lo único que hizo fue empezar a rezar, desapareciendo el ente entre la oscuridad de la noche, pero luego de este acontecimiento los niños nunca volvieron a articular adecuadamente las palabras, se volvieron tartamudos, pues la gente del lugar indica que eran niños saludables y alegres hay muchos más relatos de este tipo de hechos y otros mitos y leyendas.

## Autoridades

### Municipales
- Alcalde Actual: Marlon Brito Camacho

```
 (2019-2022)
```

- Alcalde Anterior: Mauro Córdoba López

```
 (2014-2018)
```

- 2011 - 2014[3]
  - Alcalde: Hilder Cruz Saavedra, MAS.
  - Regidores: Antonio Esteban Abad Febre (MAS), Ricardo Villegas Domínguez (MAS), María Ysabel Avellaneda Vargas (MAS), Samuel Alberto Febre Calle (MAS), José Luis Mena Obregón (Fuerza Social FS).
- 2007 - 2010
  - Alcalde: José Wilfredo Liza Quesquén.

### Policiales
- Comisario:    PNP

### Religiosas
- Vicariato Apostólico de Jaén[4]
  - Vicario apostólico: Mons. Gilberto Alfredo Vizcarra Mori, S.J.

## Festividades
- Virgen de Lourdes
- San José
- 31 de julio: San Ignacio

## Himno a San José de Lourdes
Autor de la letra: Prof. Edgar José Guerrero Solórzano
Autor de la Música: Ronald Brenis Villacorta
- Coro

En las faldas del Parcos descansa
orgullosa en su historia y su faz
mi ciudad de San José de Lourdes
que al Perú le da gloria y honor.
- I

En su historia surgieron gentiles
cuyas huellas en la letra impregnaron,
legendarias historias de antaño
que en sus rocas perennes están.
pueblos bravos y libres poblaron
las riveras del majestuoso Chinchipe
cual serpiente de oro viviente
al extraño Español devoró.
- II

Suelo fértil de hermosos parajes
que cobijas a pueblos valientes
que a las faldas del gran Picorana
al Perú defendieron con valor.
floreciente distrito fronterizo
tu hidroeléctrica de Quanda impulsa,
el desarrollo de pueblos hermanos
que anhelan su bienestar general.
- III

Agricultores laboriosos sustentan
sus hogares y su comunidad,
el café el oro del pueblo
que año a año nos da bienestar.
sus cultivos mejoran con el tiempo
al ritmo de la modernidad,
ofreciendo a las generaciones
la oportunidad de un mundo mejor.
- IV

Tabancaras, Maracaconas y Mandingas
antecesores gloriosos serán,
inteligentes y bravos guerreros
que las encomiendas no pudieron someter.
hoy orgullosos Cayambanas heredamos
una tierra, una patria en libertad
que forjamos con los pueblos vecinos
fronteras vivas en franca hermandad.